# 親愛なる者へ (中島みゆきのアルバム)
『親愛なる者へ』（しんあいなるものへ）は、1979年3月21日に発表された中島みゆきの5作目のオリジナルアルバムである。

## 解説
中島みゆきのアルバムの中では、初の首位獲得作品となった。
このアルバムのポニーキャニオン盤は既に廃盤となっているが、2021年現在でも、このアルバムを含んだ通販限定CDボックスは、ポニーキャニオンショッピングクラブにて販売中である。
1983年にキャニオン・レコードよりCD化されており、現行盤のCDは2018年にヤマハミュージックコミュニケーションズから再発売されたものである（デジタルリマスタリングされた）。
2011年、Tom Baker at Precision Mastering (Los Angeles) により新たにデジタルリマスタリングされたCDがクリスタルディスクにて発売された（規格品番：YMPCD-10014）。
また、デジタルリマスタリングされたCDは2012年10月25日より8枚組のBOXセット『中島みゆきBOX　私の声が聞こえますか〜臨月』にて通信販売限定にて発売された。

## 収録曲

### LPレコード
| 全作詞・作曲: 中島みゆき。 |                        |            |            |          |      |
| #                          | タイトル               | 作詞       | 作曲・編曲 | 編曲     | 時間 |
| 1.                         | 「裸足で走れ」         | 中島みゆき | 中島みゆき | 石川鷹彦 | 4:38 |
| 2.                         | 「タクシードライバー」 | 中島みゆき | 中島みゆき | 福井峻   | 6:09 |
| 3.                         | 「泥海の中から」       | 中島みゆき | 中島みゆき | 石川鷹彦 | 3:01 |
| 4.                         | 「信じ難いもの」       | 中島みゆき | 中島みゆき | 石川鷹彦 | 3:08 |
| 5.                         | 「根雪（ねゆき）」     | 中島みゆき | 中島みゆき | 福井峻   | 6:23 |
| 合計時間:                  | 合計時間:              | 合計時間:  | 23:19      |          |      |

| 全作詞・作曲: 中島みゆき。 |                         |            |            |          |      |
| #                          | タイトル                | 作詞       | 作曲・編曲 | 編曲     | 時間 |
| 1.                         | 「片想」                | 中島みゆき | 中島みゆき | 福井峻   | 2:34 |
| 2.                         | 「ダイヤル117」         | 中島みゆき | 中島みゆき | 福井峻   | 4:25 |
| 3.                         | 「小石のように」        | 中島みゆき | 中島みゆき | 石川鷹彦 | 3:36 |
| 4.                         | 「狼になりたい」        | 中島みゆき | 中島みゆき | 石川鷹彦 | 5:42 |
| 5.                         | 「断崖 -親愛なる者へ-」 | 中島みゆき | 中島みゆき | 福井峻   | 6:48 |
| 合計時間:                  | 合計時間:               | 合計時間:  | 23:05      |          |      |

### CD
| 全作詞・作曲: 中島みゆき。 |                         |            |            |          |      |
| #                          | タイトル                | 作詞       | 作曲・編曲 | 編曲     | 時間 |
| 1.                         | 「裸足で走れ」          | 中島みゆき | 中島みゆき | 石川鷹彦 | 4:38 |
| 2.                         | 「タクシードライバー」  | 中島みゆき | 中島みゆき | 福井峻   | 6:09 |
| 3.                         | 「泥海の中から」        | 中島みゆき | 中島みゆき | 石川鷹彦 | 3:01 |
| 4.                         | 「信じ難いもの」        | 中島みゆき | 中島みゆき | 石川鷹彦 | 3:08 |
| 5.                         | 「根雪（ねゆき）」      | 中島みゆき | 中島みゆき | 福井峻   | 6:23 |
| 6.                         | 「片想」                | 中島みゆき | 中島みゆき | 福井峻   | 2:34 |
| 7.                         | 「ダイヤル117」         | 中島みゆき | 中島みゆき | 福井峻   | 4:25 |
| 8.                         | 「小石のように」        | 中島みゆき | 中島みゆき | 石川鷹彦 | 3:36 |
| 9.                         | 「狼になりたい」        | 中島みゆき | 中島みゆき | 石川鷹彦 | 5:42 |
| 10.                        | 「断崖 -親愛なる者へ-」 | 中島みゆき | 中島みゆき | 福井峻   | 6:48 |
| 合計時間:                  | 合計時間:               | 合計時間:  | 46:24      |          |      |

## 楽曲解説
1. 裸足で走れ
  - 甘い夢を見ている者を厳しく叱咤する歌詞である。
2. タクシードライバー
  - 失恋で酔っ払って乗ったタクシーのドライバーが気を使ってくれたことを歌っている。また、歌詞の中に「アローン・アゲイン」が出てくる。
3. 泥海の中から
  - エンディングから途切れることなく、次曲『信じ難いもの』へと続く。ただしCDではトラック分けされている。
4. 信じ難いもの
2004年に、アルバム『いまのきもち』でセルフカバー。
5. 根雪（ねゆき）
  - フジテレビ系ドラマ『午後の恋人』主題歌
  - 研ナオコが1981年のアルバム『恋愛論』においてカバーした。
6. 片想
  - 失恋した人へ、厳しさをもって励ます歌詞と曲調。
7. ダイヤル117
  - 柏原芳恵が1983年のアルバム『春なのに』においてカバーした。
8. 小石のように
  - これから旅立つ、または社会に出るであろう人物の視点から、周りの人間が厳しく接する様を描いた作品。但し曲調は明るく前向きな印象を与える作品。
9. 狼になりたい
  - 優しさと痛みに葛藤する心を歌った作品。歌詞の中に「𠮷野家」「ナナハン」が出てくる。
  - 1979年には根津甚八がアルバム『ル・ピエロ』でカバーしている。
10. 断崖 -親愛なる者へ-
  - 1992年にシングル「浅い眠り」のカップリングに『親愛なる者へ』としてリメイクされた。

## 演奏者
- A.Guitar, Banjo：石川鷹彦
- E.Bass：Thumb Picking Power
- Percussion：斉藤ノブ, ペッカー
- Saxophone：Jake H. Concepcion
- A.Guitar：杉本喜代志
- E.Guitar：鈴木茂, 矢島賢
- Flute：砂原俊三
- Keyboards：田代真紀子, 羽田健太郎
- Drums：つのだ・ひろ, 林立夫
- A.Guitar, Vocal：中島みゆき

- Thanks to First Music

## タイアップ
| # | 曲名               | タイアップ                             | 出典  |
| - | ------------------ | -------------------------------------- | ----- |
| 5 | 「根雪（ねゆき）」 | フジテレビ系ドラマ『午後の恋人』主題歌 | [ 3 ] |